# باستان‌شناسی دیجیتال
باستان‌شناسی دیجیتال (به انگلیسی: Digital archaeology) استفاده از فناوری اطلاعات و رسانه‌های دیجیتال در باستان‌شناسی است. به همین ترتیب، باستان‌شناسی دیجیتال به عنوان راهی برای کشف رابطه بین باستان‌شناسی و فناوری اطلاعات و ارتباطات تعریف شده‌است. این رویکرد شامل استفاده از عکاسی دیجیتال، اسکن لیزری، واقعیت افزوده، واقعیت مجازی و چاپ سه بعدی و سایر فنون است. باستان شناسی رایانه ای که روش های تحلیلی مبتنی بر رایانه را در بر می گیرد ، همانند باستان شناسی مجازی می تواند زیر مجموعه ای از باستان شناسی دیجیتالی در نظر گرفته شود. در بحث های نظری این رویکرد در مورد عناصر نظریه های باستان شناختی بحث کرده و نشان می دهد که چگونه می توان از رایانه ها در ادغام سوالات نظری برای کارهای میدانی و تجزیه و تحلیل ها داده ها استفاده نمود.